# Ondata di freddo del dicembre 1940
Il dicembre 1940 fu per molte zone d'Europa, anche in Italia, il dicembre più freddo del secolo decretando vari record meteorologici con ripetute ondate di freddo nei primi giorni del mese, durante la metà e soprattutto nella terza decade sia da Nord che da Est Europa. 
Anche dicembre 1940, come gli altri mesi di quegli anni del pieno della seconda guerra mondiale, fu molto documentato da radiosonde che raccoglievano i vari dati meteorologici per analizzare l'atmosfera in modo da pianificare le operazioni militari, specialmente per le missioni aeree.

## Dinamica secondo le reanalisi

### Antefatti: fine novembre 1940
Già verso la fine di novembre 1940 (intorno il giorno 27) aria artica marittima era in discesa dalla Gran Bretagna e diretta in Francia, unitosi all'aria artica continentale in discesa dalla Finlandia e nord-ovest dell'Unione Sovietica, raffreddando gran parte d'Europa anche con nevicate. Il tutto reso possibile grazie ad un anticiclone in Europa Centrale che si era spostato verso l'Irlanda, favorendo una formazione di un minimo nel mar Ligure in spostamento verso Sud-Est Italia. Così l'isoterma -14°C a circa 1500 m (850 hPa) arrivò fino in Austria, Sud-Est Germania ma fermandosi a ridosso delle Alpi fino il 1º dicembre; l'isoterma -8°C arrivò fin nel Nord-Est Spagna e nord delle regioni Adriatiche Italiane. 

### 1-15 dicembre 1940
Predomina un regime anticiclonico blando sul mar Mediterraneo ed Italia con forti escursioni termiche con giornate soleggiate (nell'Italia nord-orientale minime intorno i -5°C e massime sui 5°C). Con il passare dei giorni sull'Europa Orientale avanza l'anticiclone termico Russo-Siberiano con gelo in quelle zone dove spiccano temperature gelide da record fin oltre i -40°C in Russia e sotto i -25°C pure nella zona dei Balcani. 

### 16-31 dicembre 1940
Così avanzando in Europa, in Italia arrivò il freddo da Nord-Est dal giorno 16, facendo registrare in Pianura Padana diverse giornate di ghiaccio, ad esempio anche fino a 10 giorni nella pianura Padano-Veneta. Proprio il giorno di Natale di quell'anno fu uno dei più gelidi mai registrati nel Nord-Est Italiano. In particolare, durante la notte della Vigilia, furono registrati nelle pianure di quelle zone temperature minime fino a -12°C e massime su 0°C con pressoché l'unica nevicata del mese a massimo 6 cm con l'attivazione del vento di Bora, che soffiò oltre i 110 km/h a Trieste. 
Dal giorno di Santo Stefano ci fu il fulcro del gelo nel Mediterraneo, record per un mese di dicembre appena di inizio inverno con valori fino a eccezionali -15°C e massime su 0°C con brinate diffuse e nell'Adige comparvero pezzi di ghiaccio.